# Danh sách hiệu kỳ tại Myanmar
Dưới đây là danh sách các loại cờ từng được dùng làm hiệu kỳ của các tổ chức chính trị - xã hội cấp quốc gia tại Myanmar tồn tại trong lịch sử, được các tài liệu độc lập và có uy tín ghi nhận:

## Quốc kỳ
| Cờ | Thời điểm       | Sử dụng | Mô tả                                                             |
| -- | --------------- | ------- | ----------------------------------------------------------------- |
|    | Từ 2010 đến nay | Quốc kỳ | Ba sọc vàng, xanh lá cây, đỏ với sao năm cánh trắng ở chính giữa. |

## Hiệu kỳ chính phủ
| Cờ | Thời điểm | Sử dụng            | Mô tả                                          |
| -- | --------- | ------------------ | ---------------------------------------------- |
|    |           | Hiệu kỳ Tổng thống | Nền màu nâu với quốc huy Myanmar ở chính giữa. |